# NGC 323
NGC 323 è una galassia ellittica situata nella costellazione della Fenice.
Fu scoperta il 3 ottobre 1834 da John Herschel.